# Glycera
Glycera (лат.) — род морских многощетинковых червей из отряда Phyllodocida. Около 45 современных и 3 ископаемых вида.

## Описание
От других родов семейства отличается длинным простомием, с более чем тремя кольцами. Нотосеты простые. Параподии двуветвистые. Тело длинное с многочисленными сегментами, простомий конической формы. 2 пары коротких антенн. Большинство хищники, охотятся на мелких беспозвоночных
.
Другой уникальной особенностью червей рода Glycera является то, что они содержат значительную долю некоторых металлов, например меди. Их челюсти необычайно крепки, благодаря содержанию в них металлов в виде содержащих медь биоминералов известных как атакамит (Cu2Cl(OH)3). Кроме того, в отличие от червей-нереид (Nereis limbata), чьи челюсти содержат цинк предположительно в виде ионов, связанных с протеиновой матрицей, медь у Glycera присутствует в форме кристаллического неорганического соединения. Впервые высокое содержание меди было обнаружено в 1980 году, когда британские биологи Гиббс и Бриан (Gibbs and Bryan, 1980), сообщили о 13% доли Cu в челюстях Glycera sp.

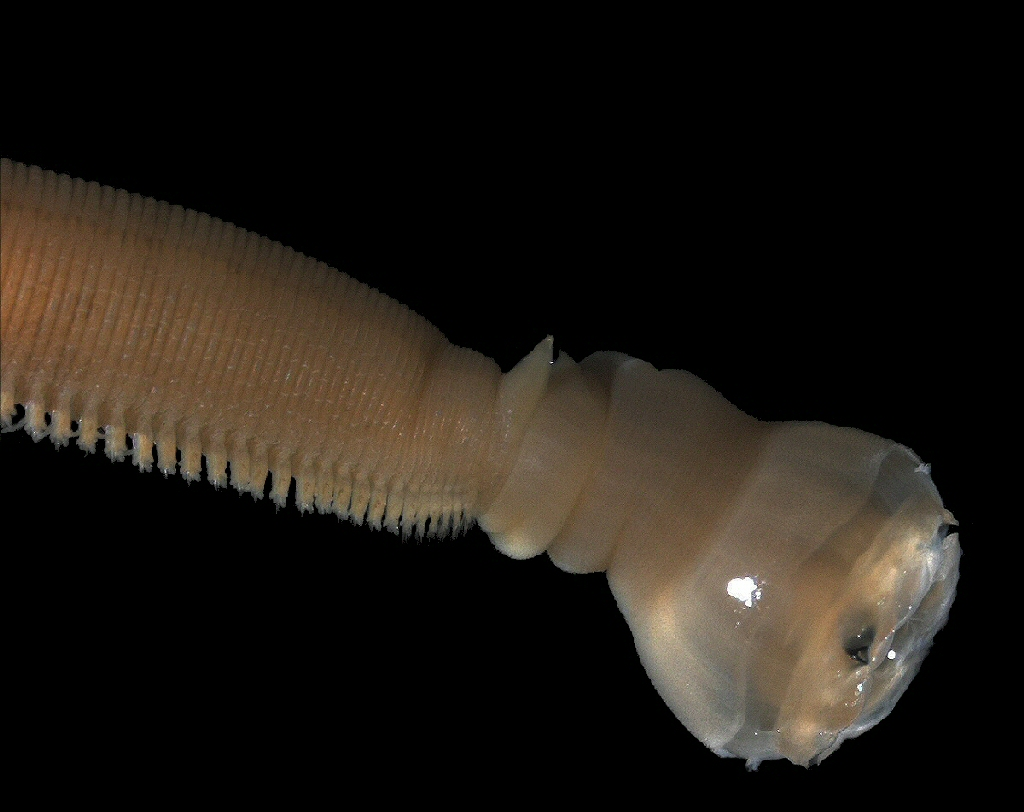
Glycera alba
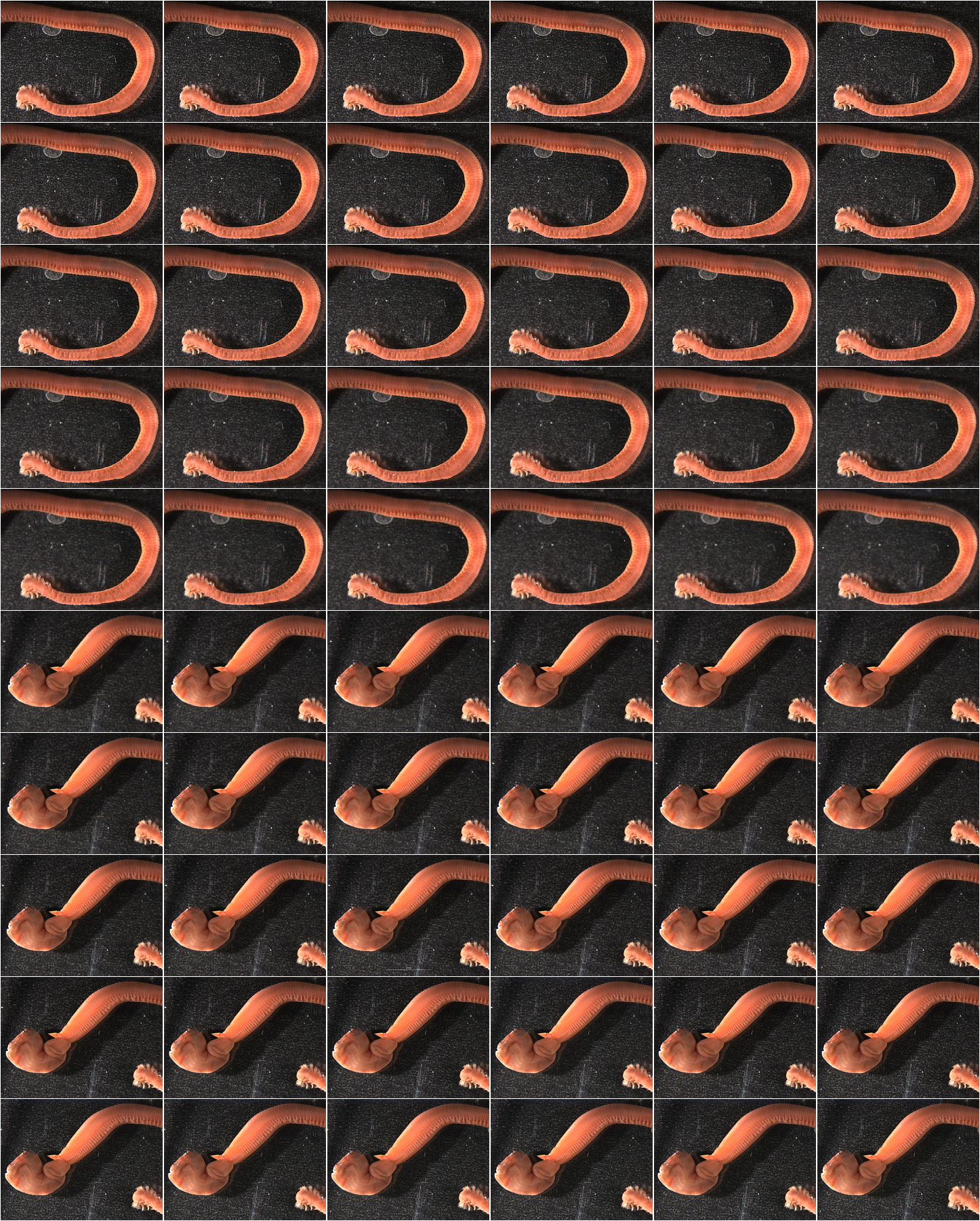
Glycera alba

## Систематика
В настоящее время в роде Glycera насчитывают около 45 современных и 3 ископаемых вида:
- Glycera africana Arwidsson, 1899
- Glycera alba (O.F. Müller, 1776)
- Glycera amadaiba Imajima, 2003
- Glycera americana Leidy, 1855
- † Glycera baltica Eisenack, 1939
- Glycera bassensis Böggemann & Fiege, 2001
- Glycera benhami Böggemann & Fiege, 2001
- Glycera branchiopoda Moore, 1911
- Glycera brevicirris Grube, 1870
- Glycera capitata Örsted, 1843
- Glycera celtica O'Connor, 1987
- Glycera cinnamomea Grube, 1874
- Glycera dibranchiata Ehlers, 1868
- Glycera diva Böggemann, 2009
- Glycera fallax Quatrefages, 1850
- Glycera gilbertae Böggemann & Fiege, 2001
- † Glycera glaucopsammensis Charletta & Boyer, 1974
- Glycera guatemalensis Böggemann & Fiege, 2001
- Glycera juliae Magalhaes & Rizzo, 2012
- Glycera knoxi Kirkegaard, 1995
- Glycera lamelliformis McIntosh, 1885
- Glycera lapidum Quatrefages, 1866
- Glycera macintoshi Grube, 1877
- Glycera macrobranchia Moore, 1911
- Glycera madagascariensis Böggemann & Fiege, 2001
- Glycera natalensis Day, 1957
- Glycera neorobusta Imajima, 2009
- Glycera noelae Böggemann, Bienhold & Gaudron, 2012
- Glycera nicobarica Grube, 1868
- Glycera okai Imajima, 2009
- Glycera onomichiensis Izuka, 1912
- Glycera ovigera Schmarda, 1861
- Glycera oxycephala Ehlers, 1887
- Glycera pacifica Kinberg, 1866
- † Glycera pilicae Szaniawski, 1974
- Glycera posterobranchia Hoagland, 1920
- Glycera prosobranchia Böggemann & Fiege, 2001
- Glycera pseudorobusta Böggemann & Fiege, 2001
- Glycera robusta Ehlers, 1868
- Glycera russa Grube, 1870
- Glycera sagittariae McIntosh, 1885
- Glycera semibranchiopoda Imajima, 2009
- Glycera southeastatlantica Böggemann, 2009[9]
- Glycera sphyrabrancha Schmarda, 1861
- Glycera tesselata Grube, 1840
- Glycera tridactyla Schmarda, 1861
- Glycera unicornis Lamarck, 1818typus